# Rostnackad gärdsmyg
Rostnackad gärdsmyg (Campylorhynchus humilis) är en fågel i familjen gärdsmygar inom ordningen tättingar.

## Utbredning och systematik
Fågeln förekommer enbart i sydvästra Mexiko. Den behandlades tidigare som underart till Campylorhynchus rufinucha.

## Status
IUCN kategoriserar den som livskraftig.

## Namn
Fågelns vetenskapliga artnamn hedrar Philip Lutley Sclater (1829–1913), engelsk ornitolog och samlare av specimen, som beskrev arten 1857. Tidigare kallades den sclatergärdsmyg även på svenska, men tilldelades 2024 ett mer informativt namn av BirdLife Sveriges taxonomikommitté.